# Guisarme
La guisarme est une arme d'hast, dérivée de l'anicroche, constituée d'un long manche en bois et d'une lame à double tranchant prolongée d'une pointe pour combat éloigné. Elle finira, à l'instar du vouge, par se rapprocher de la hallebarde. 
Le fer comporte généralement une grande lame en forme de serpe sur un côté et une pointe en opposition, perpendiculaire au manche. Fort utile lors de combat contre des troupes montées, ce petit éperon pouvait être employé pour désarçonner le cavalier ou sectionner les tendons du cheval.
L'ensemble est agrémenté de toute une série de petits crochets répartis sur les deux tranchants.
Le soldat armé d'une guisarme est un guisarmier.